# 郑天寿
郑天寿，小说《水浒传》中人物，苏州人氏，因生得十分白皙俊俏而得名“白面郎君”。原是银匠，自幼习得枪棒。后流落江湖，和王英、燕顺落草清风山成为强盗，三人都有吃人肉、人心的癖好。宋江路过清风山时，三人因误捉宋江而与宋江结识。后宋江被清风寨刘高所禁，郑天寿等与花荣一起救出宋江，上了梁山，担任步军小头领。梁山受招安后，在征讨方腊时战死。

## 影视形象
- 1983年山东版《水浒》：胥志刚
- 1998年央视版《水浒传》：刘立伟
- 2011年版《水浒传》：高海